# Marin Predilă
Marin Predilă (n. 3 august 1938 - d. 21 martie 2013) a fost deputat în legislatura 1990-1992 ales pe listele FSN. În timpul regimului comunist, a fost condamnat la moarte pentru incendierea unor miriști, dar pedeapsa i-a fost comutată la închisoare pe viață. După căderea comunismului, Marin Predilă a fost ales  senator român în legislaturile 1992-1996 și 1996-2000, în județul Giurgiu pe listele partidului FDSN și PDSR. În cadrul activității sale parlamentare, în legislatura 1990-1992, Marin Predilă a fost membru în grupul parlamentar de prietenie cu Japonia iar în legislatura 1996-2000 a fost membru în grupurile parlamentare de prietenie cu Republica Bulgaria și Statele Unite Mexicane. Marin Predilă a fost membru în comisia pentru agricultură, silvicultură și dezvoltare rurală.

## Legături externe
- Marin Predilă Arhivat în 20 iunie 2024, la Wayback Machine. la cdep.ro